# Rafinesquia neomexicana
Espèce
Classification APG II (2003)
Rafinesquia neomexicana est une espèce de plantes à fleurs de la famille des Asteraceae, originaire du continent nord-américain.

## Description morphologique

### Appareil végétatif
Cette plante herbacée de 15 à 50 cm de haut, aux tiges lisses et peu pourvues de feuilles, a une couleur générale tirant souvent sur le gris et produit un latex de couleur laiteuse. Les feuilles proches de la base mesurent entre 5 et 20 cm de long et sont divisées en lobes étroits ; celles situées plus haut sur la tige sont nettement plus petites.

### Appareil reproducteur
La floraison a lieu entre mars et mai. Les bractées sont courtes et ont une extrémité très fine ; les plus externes ont tendance à s'enrouler vers l'extérieur. Les inflorescences sont des capitules blancs, souvent rayés de rose-violacé sur le côté externe, et situés à l'extrémité des rares ramifications de la tige florale. Chaque capitule a un diamètre qui varie de 2,5 à 4 cm. Les fleurons sont tous ligulés et les plus externes, plus longs, mesurent jusqu'à 1,5 cm de longueur. chaque ligule est indenté et forme à son extrémité 5 languettes.
Les fruits sont des akènes prolongés par une fine hampe rigide garnie de poils plumeux à son extrémité.

## Répartition et habitat
Son aire de répartition s'étend, au nord, du sud de la Californie et de l'Utah jusqu'à l'ouest du Texas aux États-Unis et au sud jusqu'au Mexique.
Cette plante pousse dans les zones désertiques caillouteuses ou sablonneuses, souvent en prenant appui sur un buisson ou un bloc de rocher.

## Systématique

### Étymologie
Le nom de genre Rafinesquia lui a été attribué par Thomas Nuttall en l'honneur de Constantine Samuel Rafinesque, naturaliste et archéologue américain. Le terme neomexicana désigne l'un des états où cette plante vit, à savoir le Nouveau-Mexique.

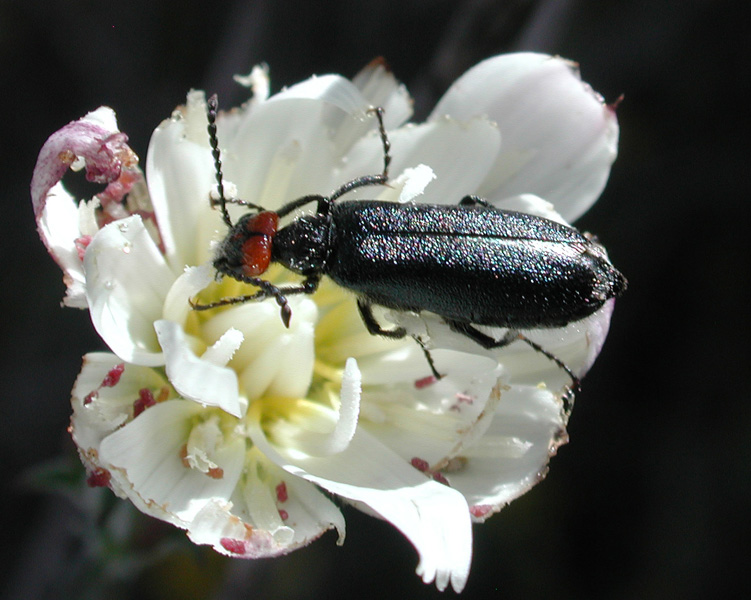
Un insecte (Lytta auriculata) se nourrissant sur une fleur de Rafinesquia neomexicana.